# Birštvyno ragas
Birštvyno ragas, nazývaný také Birštvyno iškyšulys nebo Biržtvyno ragas, německy Birwinscher Haken a kuršsky Brivinše rags, je mys ve východní části Kuršské kosy v Kuršském zálivu Baltského moře ve vesnici Pervalka v seniorátu Preila-Pervalka (Preilos-Pervalkos seniūnija) města/okresu Neringa v západní Litvě. Místo je cca 0,6 km severo-severozápadně od známějšího mysu Žirgų ragas, je také součástí poloostrova Žirgų ragas, a nachází se v přírodní rezervaci Karvaičių kraštovaizdžio draustinis v Národním parku Kuršská kosa v Klaipėdském kraji.

## Další informace
Birštvyno ragas, společně s Žirgų ragas, byl používán pro koňské pastviny, ve středověku byl využívám k táboření vojsk Livonského řádu a následnému překonávání Kušské laguny při vojenských taženích na hrad ve Ventė. Místo, které se nachází pod písečnou dunou Birštvyno kopa je celoročně přístupné a vede k němu cyklostezka a naučná stezka Aplink Žirgų ragą. Místo, které je také vyhlídkou zakreslenou v mapách, nabízí pohled na Žirgų ragas, ostrovní maják v Pervalce, Kuršský záliv a jeho pobřeží a písečnou dunu Naglių kopa.

## Galerie

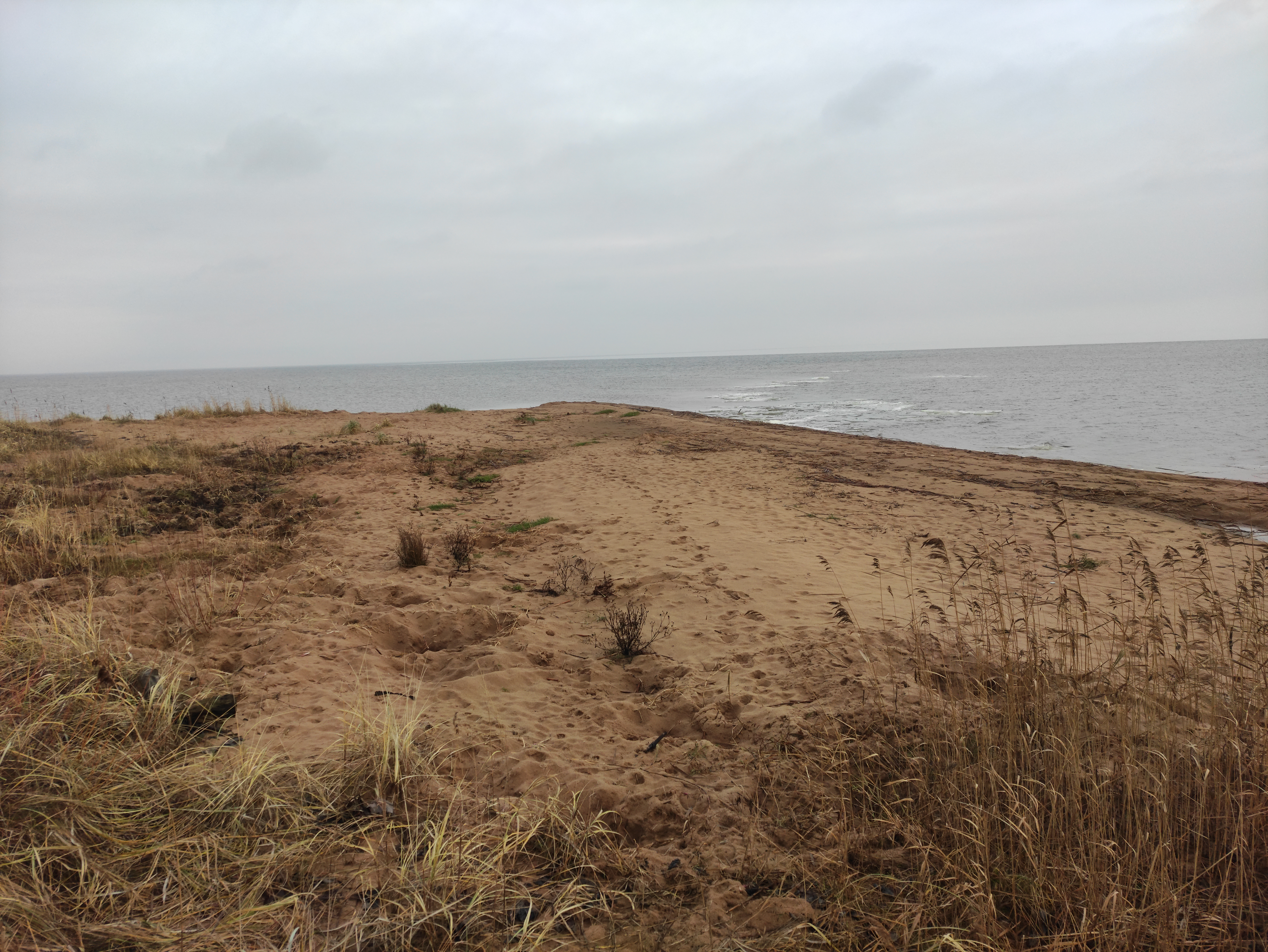
Prosinec 2022